# Italophobie

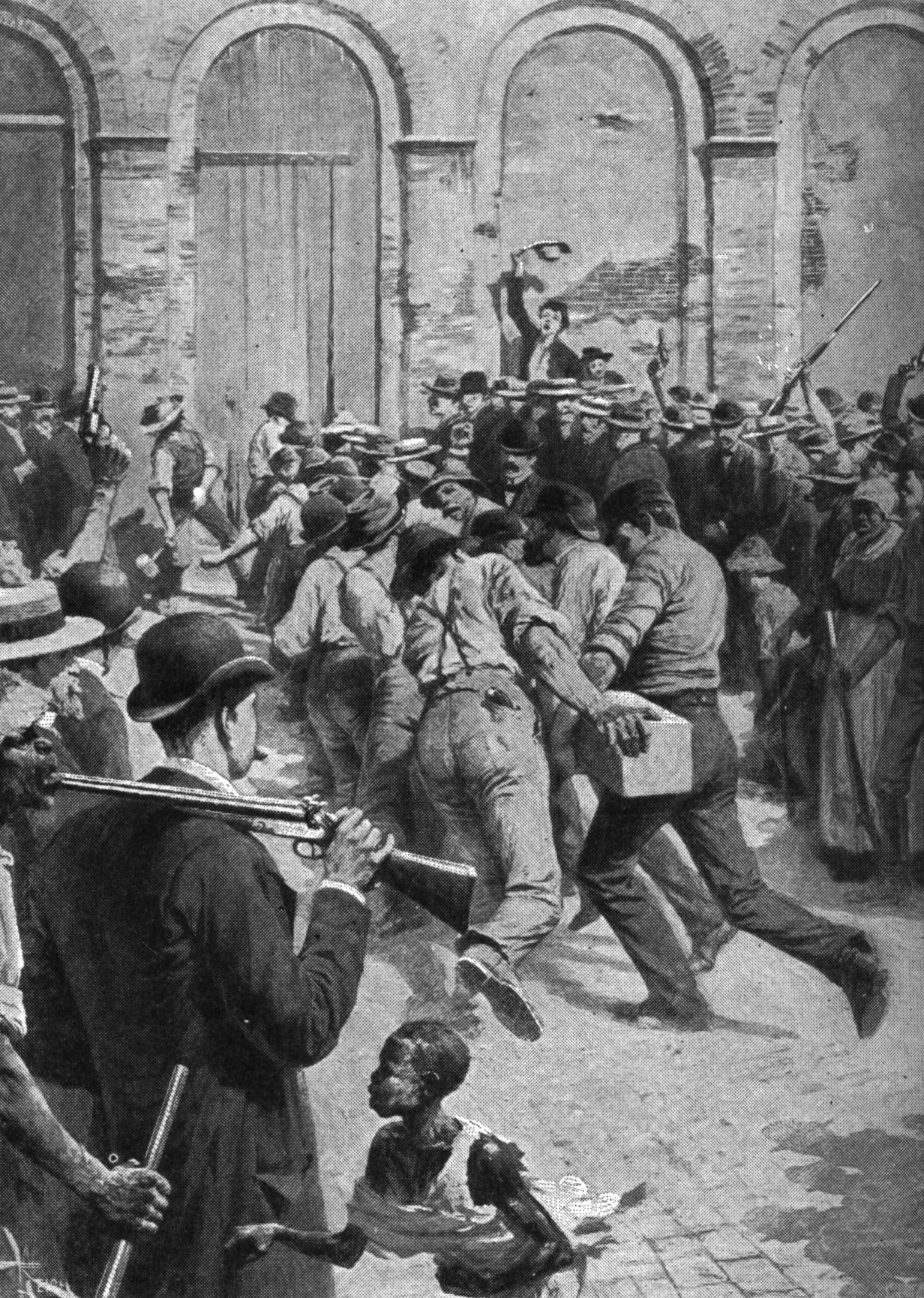
Émeutiers durant le lynchage du 14 mars 1891 à la Nouvelle-Orléans au cours duquel onze immigrés italiens ou Italo-Américains furent assassinés

 (avril 2023).
Si vous disposez d'ouvrages ou d'articles de référence ou si vous connaissez des sites web de qualité traitant du thème abordé ici, merci de compléter l'article en donnant les références utiles à sa vérifiabilité et en les liant à la section « Notes et références ».
L’italophobie ou l'anti-italianisme (ce néologisme signifie littéralement « la crainte de l'Italien ») est une attitude exprimée de manière négative à l’égard des Italiens ou des personnes d’ascendance italienne, qui commence par le biais de préjugés ou de stéréotypes. Son contraire est l'italophilie.

## Italophobie aux États-Unis
L'anti-italianisme est apparu chez certains Américains en réaction à l'immigration massive d'Italiens aux États-Unis à la fin du XIXe et au début du XXe siècle, principalement en provenance du sud de l'Italie et de la Sicile.
La majorité des immigrants italiens aux États-Unis sont arrivés par vagues au début du XXe siècle, la plupart d'entre eux étant d'origine paysanne. La totalité de ces immigrants italiens était catholique, contrairement à la majorité protestante du pays. Parce qu'ils manquaient souvent d'instruction et qu'ils se trouvaient en concurrence avec les autres immigrants arrivés plus tôt et qu'ils acceptaient des emplois  moins bien rémunérés et des logements moins chers, cela provoqua une certaine hostilité entre les différentes communautés ethniques. D'autre part un certain chauvinisme centré sur l'origine ethnique était exprimé par les premiers colons, qui eux étaient originaires du Nord de l'Europe. De plus ces colons des États du Sud étaient à majorité protestante, notamment baptiste, et ils n'avaient que mépris pour les immigrants italiens.
Une grande partie de l'hostilité anti-italienne aux États-Unis visait les Italiens du Sud et les Siciliens, qui ont commencé à arriver aux États-Unis en grand nombre après 1880. Auparavant, relativement peu d'Italiens vivaient en Amérique du Nord. En réaction à l'immigration à grande échelle en provenance du sud et de l'est de l'Europe, le Congrès a finalement adopté une législation (loi sur les quotas d'urgence de 1921 et loi sur l'immigration de 1924) limitant l'immigration en provenance de ces régions, mais pas des pays anglo-saxons.
Les préjugés anti-italiens étaient parfois associés à la tradition anti-catholique qui régnait aux États-Unis, dont les premiers colons dissidents protestants avaient fui l'Angleterre anglicane, puis des pays européens en proie à la concurrence protestante/catholique. Lorsque les États-Unis ont été fondés, ils ont hérité de l'animosité anti-catholique et anti-papiste de ses premiers colons protestants. Les sentiments anti-catholiques aux États-Unis ont atteint leur apogée au XIXe siècle lorsque la population protestante s'est trouvée confrontée au grand nombre de catholiques immigrés aux États-Unis. Cela était dû en partie aux tensions habituelles entre les citoyens nés dans le pays et les immigrants. Le mouvement nativiste anti-catholique qui en a résulté, et qui a pris de l'importance dans les années 1840, a suscité une hostilité qui a entraîné  des actes de violence de la foule, notamment des incendies répétés de maisons ou de commerces catholiques. Les immigrants italiens ont donc été victimes de cette hostilité anti-catholique dès leur arrivée; Cependant, contrairement à certains autres groupes d'immigrants catholiques (allemands, autrichiens, slovènes, polonais, etc.), ils n'étaient généralement pas accompagnés de prêtres ou de religieux susceptibles de faciliter leur insertion dans la vie américaine. Pour remédier à cette situation, le pape Léon XIII a encouragé les congrégations à envoyer aux États-Unis des prêtres, des religieuses et des religieux, notamment les frères des missionnaires de Saint Charles Borromée (parmi lesquels figurait sœur Francesca Cabrini, canonisée en 1946). Ceux-ci ont contribué à la création de centaines de paroisses répondant aux besoins de la population italienne, telles que Notre-Dame de Pompei (en) à New York.
Un certain nombre de ces immigrants italiens du début du XXe siècle étaient plutôt favorables au socialisme ou à l'anarchisme. C’était une réaction aux conditions économiques et politiques qu’ils avaient connues en Italie. Des hommes tels qu'Arturo Giovannitti, Carlo Tresca et Joe Ettor étaient à l'avant-garde de la syndicalisation des Italiens et des autres travailleurs immigrés pour exiger de meilleures conditions de travail et des heures de travail réduites dans les industries minière, textile, du vêtement, de la construction et autres. Ces efforts ont souvent abouti à des grèves qui ont parfois dégénéré en violences entre grévistes et briseurs de grève. Le mouvement anarchiste aux États-Unis à cette époque fut responsable d'attentats à la bombe dans des grandes villes et d'attaques contre des fonctionnaires et des forces de l'ordre. En raison de l’association de certains avec les mouvements ouvriers et anarchistes, de nombreux propriétaires d’entreprise et de membres de la classe bourgeoise de l’époque ont qualifié alors les Italo-américains d’agitateurs et de radicaux syndicaux, ce qui a exacerbé les sentiments anti-italiens.
La grande majorité des immigrants italiens a travaillé dur et a mené une vie honnête, comme en témoignent les statistiques policières du début du XXe siècle à Boston et à New York. Les immigrants italiens avaient un taux d'arrestation non supérieur à celui des autres grands groupes d'immigrants.
Certaines communautés d'immigrés italiens des grandes villes de l'Est américain ont nourri en leur sein une délinquance ayant recours à l'extorsion, à l'intimidation et à la menace pour soustraire de l'argent aux immigrés plus riches et aux propriétaires de magasins (connus sous le nom de racket de la Black Hand), et d'autres immigrés italiens se sont jetés dans des activités illégales. Lorsque les fascistes sont arrivés au pouvoir en Italie, ils ont fait de la destruction de la mafia en Sicile une priorité absolue. Des centaines de membres de la mafia ont donc fui aux États-Unis dans les années 1920 et 1930 afin d'éviter des poursuites.
Lorsque les États-Unis ont adopté la prohibition en 1920, ces restrictions se sont révélées être une aubaine économique pour les membres de la communauté italo-américaine déjà impliqués dans des activités illégales, ainsi que pour ceux qui avaient fui la Sicile. Ils ont introduit de l'alcool en contrebande dans le pays, l'ont vendu en gros à travers un réseau de points de vente et de bars louches. Bien que des membres d'autres groupes ethniques aient également été profondément impliqués dans ces activités illégales de piratage, les Italo-Américains ont été parmi les plus notoires. À cause de cela, les Italiens ont été assimilés durablement à l'image du gangster dans l'esprit de beaucoup.
Les immigrants italiens dans les pays d'Amérique du Nord ont connu une situation sensiblement différentes de celles des pays d'Amérique du Sud, où beaucoup d'entre eux ont immigré également en grand nombre. Les Italiens ont joué plutôt un rôle clé dans ces pays en développement qui étaient de plus de tradition catholique, notamment en Argentine, au Brésil, au Chili et en Uruguay. Ils ont rapidement rejoint les classes moyennes et supérieures de ces pays. Aux États-Unis, les Américains d'origine italienne se sont d'abord confrontés à une culture nord-européenne à majorité protestante. Pendant un certain temps, ils furent principalement perçus comme des ouvriers de la construction et de l'industrie, des cuisiniers et aubergistes, des plombiers ou autres cols bleus. Comme les Irlandais avant eux, beaucoup sont entrés dans la police et les pompiers des grandes villes. De plus en plus, leurs enfants vont à l'université et, en 1990, plus de 65% des Italo-américains étaient cadres, employés supérieurs ou employés.

### Violence contre les Italiens
Après la guerre civile américaine, à cause de la pénurie de main-d'œuvre provoquée par l'abolition de l'esclavage, les planteurs des États du Sud ont recruté des Italiens pour venir aux États-Unis et y travailler, principalement comme ouvriers agricoles et ouvriers. Beaucoup se sont vite retrouvés victimes de préjugés, d'exploitation économique et parfois de violences. Les stéréotypes anti-italiens ont été nombreux pendant cette période pour justifier le mauvais traitement infligé aux immigrés. La situation critique des travailleurs agricoles immigrés italiens au Mississippi était si grave que l'ambassade d'Italie a dû diligenter des enquêtes à propos de leurs mauvais traitements, dont des soupçons d'empoisonnement. Les vagues d'immigrants italiens qui ont suivi ont suscité les mêmes formes de discrimination et de stéréotypes désormais bien enracinés dans la conscience américaine.
L'un des lynchages de masse les plus importants de l'histoire américaine concerne onze Italiens de la Nouvelle-Orléans en 1891. La ville était alors la destination de nombreux immigrants italiens. Dix-neuf Italiens soupçonnés d'avoir assassiné le chef de la police, David Hennessy, ont été arrêtés et détenus à la prison de la paroisse. Neuf ont été jugés, donnant lieu à six acquittements et à trois procès en annulation. Le lendemain, une foule a pris d'assaut la prison et a tué onze hommes, dont aucun n'avait été condamné et dont certains n'avaient pas encore été jugés. Par la suite, la police a arrêté des centaines d'immigrés italiens sous le prétexte qu'ils étaient tous des criminels. Teddy Roosevelt, pas encore président, a déclaré que ce lynchage avait été « une assez bonne chose ». John M. Parker, qui a aidé à organiser ce lynchage, a été élu gouverneur de la Louisiane en 1911. Il décrivait les Italiens comme « juste un peu moins bons que les Nègres, étant quelque peu plus pervers dans leurs habitudes, sans foi ni loi et perfides ».
En 1899, trois commerçants italo-américains ont été lynchés à Tallulah en Louisiane parce qu'ils avaient traité les Noirs dans leurs magasins de la même manière que les Blancs. Une bande de pseudo-justiciers a ensuite pendu les trois commerçants plus deux passants italiens.
En 1920, deux immigrants italiens, Sacco et Vanzetti, sont jugés pour vol et meurtre à Boston. De nombreux historiens s'accordent pour dire que Sacco et Vanzetti ont fait l'objet d'un procès mal géré. Le juge, le jury et les poursuites ont fait preuve de partialité à leur encontre en raison de leurs opinions politiques anarchistes et de leur statut d'immigrants italiens. En dépit de protestations mondiales, Sacco et Vanzetti ont finalement été exécutés. Le gouverneur du Massachusetts, Michael Dukakis, a émis une déclaration le 23 août 1977 jour du cinquantième anniversaire de leur exécution, à l’occasion du Memorial Day. Cette déclaration, publiée en anglais et en italien, indiquait que Sacco et Vanzetti avaient été jugés injustement et que « toute honte devrait toujours être retirée de leur nom ». Il ne leur a pas pardonné, car cela aurait signifié qu'ils étaient coupables.
L'italophobie faisait partie de l'idéologie anti-immigrée et anti-catholique du Ku Klux Klan (KKK) réanimée après 1915; le groupe suprémaciste blanc et nativiste a visé des Italiens et d'autres catholiques étrangers, dans le but de préserver la prétendue domination des protestants anglo-saxons. Au début du XXe siècle, le KKK est devenu actif dans les villes du nord et du centre-ouest, où le changement social avait été rapide en raison de l'immigration et de l'industrialisation. Ce n'était pas limité au sud. Le nombre de ses membres et son influence ont atteint un sommet en 1925. Un foyer d’activités anti-italiennes pour le KKK s’est développé dans le sud du New Jersey au milieu des années 1920. En 1933, il y eut une manifestation de masse contre les immigrants italiens à Vineland, dans le New Jersey, où les Italiens représentaient 20% de la population de la ville. Le KKK a finalement perdu toute sa puissance à Vineland et a quitté la ville.

### Stéréotypes contre les Italo-américains
Depuis les premières décennies du XXe siècle, les Américains d'origine italienne ont été caractérisés selon des stéréotypes. Les Américains d'origine italienne dans la société américaine contemporaine se sont activement opposés aux stéréotypes négatifs omniprésents dans les médias. La stéréotypie d'associations italo-américaines comme étant liées au crime organisé est une caractéristique constante des films, tels que Le Parrain (les trois œuvres de la série), Les Affranchis et Casino, ainsi que des programmes télévisés tels que Les Soprano. Ces stéréotypes sur les Italo-américains sont renforcés par la rediffusion fréquente de ces films et séries sur le câble et la télévision en réseau. Les jeux vidéo et les jeux de société, ainsi que les publicités télévisées et radiophoniques sur le thème de la mafia, renforcent également ce stéréotype. Les médias de divertissement caractérisent trop souvent la communauté italo-américaine comme étant tolérante envers les gangsters violents et sociopathes. D'autres stéréotypes notables décrivent les Italo-américains comme trop agressifs et sujets à la violence.  Le groupe italo-américain UNICO (en) a estimé que la série télévisée Bienvenue à Jersey Shore portait atteinte à l'image de la communauté italo-américaine.

## Italophobie au Royaume-Uni
Une des premières manifestations d'italophobie en Grande-Bretagne a eu lieu en 1820, au moment où le roi George IV cherchait à dissoudre son mariage avec Caroline de Brunswick. Un procès sensationnel, le Pains and Penalties Bill 1820, a eu lieu à la Chambre des lords dans le but de prouver l'adultère de Caroline. Depuis qu'elle vivait en Italie, de nombreux témoins à charge appartenaient à sa domesticité. Le fait que l'accusation ait eu recours à des témoins italiens issus du petit peuple a provoqué un sentiment anti-italien en Grande-Bretagne. Les témoins durent être protégés des foules en colère et étaient décrits dans les estampes, gravures et brochures populaires comme vénaux, corrompus et criminels. Les vendeurs de rue vendaient des feuilles imprimées alléguant que ces Italiens avaient accepté des pots-de-vin pour commettre un parjure.
Un siècle plus tard, l'anti-italianisme réapparut de manière plus soutenue. Après l'alliance de Mussolini avec l'Allemagne du Troisième Reich à la fin des années 1930, l'hostilité fut grandissante envers tout ce qui était italien au Royaume-Uni.
La presse et la radio britanniques ridiculisaient la capacité de l'Italie à faire la guerre. Une bande dessinée, lancée en 1938, dans le journal illustré, The Beano, s'intitulait Musso the Wop. Elle présentait Mussolini comme un simple bouffon rempli d'arrogance.
Wigs on the Green est un roman de Nancy Mitford qui fut publié pour la première fois en 1935. C'est une satire sans merci du fascisme britannique et des Italiens vivant au Royaume-Uni qui le soutenaient. Le livre est remarquable pour avoir éveillé l'enthousiasme politique d'une des sœurs Mitford, Diana, et pour avoir renforcé ses liens avec des Italiens de Grande-Bretagne qui faisaient la promotion de l'Union britannique des fascistes de Mosley.
En outre, l'annonce de la décision de Mussolini de s'associer à l'Allemagne d'Hitler au printemps 1940 eut un effet dévastateur. Par ordre du Parlement britannique, tous les Italiens durent être internés, même s'il y avait peu de fascistes actifs parmi eux. La majorité des Italiens vivant en Grande-Bretagne étaient établis dans le pays de manière pacifique depuis de nombreuses années et avaient même combattu aux côtés de soldats britanniques pendant la Première Guerre mondiale. Certains avaient épousé des Britanniques et avaient même acquis la nationalité britannique.
Ce sentiment anti-italien a conduit à une nuit d'émeutes à l'échelle nationale contre les communautés italiennes en juin 1940. Les Italiens furent désormais considérés comme une menace à la sécurité nationale liée au fascisme britannique tant redouté, et Winston Churchill eut pour instruction de « prendre les choses en mains  ». Des milliers d'hommes italiens âgés de 17 à 60 ans furent arrêtés après son discours. Ils furent enfermés dans des camps d'internement à travers tout le pays.

## Sources
- Stéphane Mourlane, « Que reste-t-il des préjugés ? L’opinion française et l’immigration italienne dans les années 50-60 », in  Migrations Société, 2007/1 (No 109), pages 133 à 145 Voir ici
- Piero-D. Galloro, « L’expulsion des Italiens de Lorraine au début de la Grande Guerre : entre ennemi intérieur et italophobie ordinaire », in Migrations Société, 2014/6 (No 156), pages 109 à 118 Voir ici